# Casandria splendens
Casandria splendens là một loài bướm đêm trong họ Noctuidae.